# 鳥來伯與十三姨
《鳥來伯與十三姨》（英語：Thirteen birds to Peter and Aunt），是臺灣三立台灣台在1999年至2009年期間製作、播放的長篇電視劇作，也是三立台灣台的鎮台之寶。全劇共2,708集，是目前台灣電視劇播出集數最多者。其前身是1999年三立綜藝台綜藝節目《台灣大廟口》的一齣小短劇，短劇敘說鄉下純樸的一家人和他們左鄰右舍生活週遭、環境中的故事。

## 單元列表
| 單元名稱                   | 單元集數            | 集數 | 導演   | 播映日期 |
| 鳥來伯與十三姨 第一代      | 第1集～第1200集     | -    | 彭樟燦 |          |
| 鳥來伯與十三姨 第二代      | 第1201集～第1700集  | -    | 彭樟燦 |          |
| 鳥來伯與十三姨 第三代      | 第1701集～第2000集  | -    | 彭樟燦 |          |
| 鳥來伯與十三姨 第四代      | 第2001集～第2200集  | -    | 彭樟燦 |          |
| 鳥來伯與十三姨             | 第2201集～第2352集  | -    | 彭樟燦 |          |
| 鳥來伯與十三姨之幸福白馬里 | 第2353集～第2463集- | -    | 彭樟燦 |          |
| 幸福白馬里 第二篇          | 第1集～第50集       | -    | 林鷹   |          |
| 幸福白馬里 第三篇          | 第51集～第100集     | -    | 林鷹   |          |
| 幸福白馬里 第四篇          | 第101集～第177集    | -    | 林鷹   |          |
| 幸福白馬里 第五篇          | 第178集～第244集    | -    | 林鷹   |          |
| 鳥來伯與十三姨 大賣場      | 第-集-第-集         | -    | 彭樟燦 |          |

## 播出時間
- 每週一至週五晚上19:00—19:30首播。
- 1999年5月3日—2008年10月8日以《鳥來伯與十三姨》名稱播出，此部分播出2,463集。
- 2008年10月9日改名《幸福白馬里》播至2009年9月15日結束，此部分播出245集，兩部分合計總集數2,708集。
- 2009年9月16日—2015年3月13日以《鳥來伯與十三姨 新再製》名義『重播』早期內容，並非重新製作的劇情。

## 主要演員

### 鳥來伯與十三姨 第一代
- 第一代故事開始（第1－1200集）---鳥家（包含媳婦娘家）

| 劇中角色                | 演員姓名 | 角色介紹                                    |
| 鳥來嬤（吳小敏）        | 吳敏     | 鳥來伯母親                                  |
| 鳥來伯（李文山） 李仔糖 | 澎恰恰   | 淑女的老公 鳥來伯父親，鳥來嬤的老公，已過世 |
| 十三姨（陳淑女）        | 潘麗麗   | 鳥來伯的老婆                                |
| 李英雄                  | 黃西田   | 鳥來伯的長子                                |
| 透抽（李秀男）          | 安迪     | 鳥來伯的次子                                |
| 米漿（王美玲）          | 王彩樺   | 透抽老婆                                    |
| 邱劍梅                  | 許秀年   | 米漿的母親                                  |
| 王國峰                  | 黃龍     | 米漿的父親                                  |
|                         | 吳由美   | 淑女的母親                                  |
| 洪茶米                  | 廖麗君   | 英雄老婆                                    |
| 李文輝                  | 陳建隆   | 鳥來伯的養子（在醫院裡抱錯）                |
| 李秀美                  | 鍾甄     | 鳥來伯女兒                                  |
| 妞妞                    | 梁馨如   | 米漿女兒                                    |

林家（嬌嬌小吃店）
| 劇中角色         | 演員姓名 | 角色介紹                                                                  |
| 香腸伯（林長青） | 長青     | 鳥來伯的鄰居兼好朋友。在公園賣香腸，後到大陸發展包二奶。                  |
| 黄春嬌           | 吳佳珊   | 香腸伯老婆。之前是業務員，後來變成嬌嬌小吃店的老闆                        |
| 小洪             | 都拉斯   | 藝鴒的前夫。擔任管區後來當臥底死掉                                        |
| 林藝鴒           | 藝鴒     | 阿超的老婆、香腸伯和春嬌姨的女兒                                          |
| 林青雲           | 林佑星   | 香腸伯和春嬌姨的兒子                                                      |
| 石頭伯（黃石頭） | 游啟東   | 春嬌姨-黄志明爸爸、香腸伯的岳父，要家人稱其為「帥哥」，後被誤診為癌症末期 |

吳家
| 劇中角色       | 演員姓名 | 角色介紹                                                                               |
| 阿春姨嬤(楊春) | 白明華   | 阿春姨嬤、斯文和英俊的姑姑、美麗的姑婆，常叫錯鳥來嬤的名字，稱其「寶惜」，說其在討客兄 |
| 林清泉         | 薛志正   | 阿春姨嬤的孫子，美惠的老公，麗玲的爸爸                                                 |
| 美惠           | 鄭仲茵   | 阿春姨嬤的孫媳婦，清泉的老婆，麗玲的媽媽                                               |
| 林麗玲         | 陳雅珍   | 清泉、美惠的女兒，阿春姨嬤的曾孫女                                                     |

周家
| 劇中角色 | 演員姓名 | 角色介紹     |
| 周金山   | 賀一航   | 周政宏的養父 |
| 周政宏   | 馬國賢   | 周金山的養子 |

### 鳥來伯與十三姨 第二代
- 第二代故事開始（第1201－1700集）

### 鳥家（鳥來伯雜貨店）
| 劇中角色        | 演員姓名 | 角色介紹 |
| 鳥來嬤          | 吳敏     | 鳥來伯母親 |
| 鳥來伯          | 澎恰恰   | 淑女的老公 |
| 十三姨 （淑女） | 潘麗麗   | 鳥來伯的老婆 |
| 英雄            | 黃西田   | 鳥來伯的長子 |
| 米漿 （美玲）   | 王彩樺   | 透抽老婆 |
| 茶米            | 廖麗君   | 英雄老婆 |
| 彩雲            | 小潘潘   | 鳥來伯失散多年的么女，被鳥來嬤送給別人領養，後來團圓相認。 |
| 政宏            | 馬國賢   | 鳥來伯的三兒子 |
| 妞妞            | 梁馨如   | 米漿女兒 |
| 洋洋            | -        | 米漿的兒子 |
| 錢董            | 方駿     | 阿月的前丈夫 |
| 洪阿綢          | 林佩君   | 茶米的媽媽，英文名Lucy，自稱「中原一點紅」，在市場賣豬肉。 |
| 湯水水          | 澎澎     | 茶米的阿姨，阿綢的姐姐。自稱「小李飛刀」，從小分給客家人，改姓湯。命格硬，前後嫁了三任丈夫皆意外死亡，和大炮兩人情投意合，論及婚嫁，但得知自己的命格會剋死對方後，悄然離開 |
| 洪彩虹          | 蔡佳虹   | 黄志明之妻、茶米的姑姑 |

### 林家（嬌嬌小吃店）
| 劇中角色名 | 演員姓名 | 角色介紹                                              |
| 香腸伯     | 長青     | 鳥來伯的鄰居兼好朋友 在公園賣香腸                     |
| 春嬌       | 吳佳珊   | 香腸伯老婆 之前是業務員 後來變成嬌嬌小吃店的老闆      |
| 小洪       | 都拉斯   | 藝鴒的前夫。擔任管區後來當臥底死掉                    |
| 藝鴒       | 藝鴒     | 阿超的老婆、香腸伯和春嬌姨的女兒                      |
| 黄志明     | 王惠五   | 洪彩虹之夫、石头伯之子、黄春娇之弟、艺鸰-林青云之舅舅 |
| 滿足       | -        | 小洪的媽媽                                            |

### 吳家
| 劇中角色 | 演員姓名 | 角色介紹                                 |
| 阿春姨嬤 | 白明華   | 阿春姨嬤、斯文的姑姑、美麗的姑婆         |
| 林清泉   | 薛志正   | 阿春姨嬤的孫子、丽玲之父                 |
| 美惠     | 郑仲茵   | 阿春姨嬷之孙媳妇、林清泉之妻、林丽玲之母 |
| 林麗玲   | 陳雅珍   | 林清泉之女、阿春姨嬷之曾孙女             |

### 周家
| 劇中角色 | 演員姓名 | 角色介紹     |
| 周金山   | 賀一航   | 文輝的爸爸   |
| 文輝     | 陳建隆   | 周金山的兒子 |
| 秋香     | 陈琼美   | 周金山管家   |

### 林家
| 劇中角色 | 演員姓名 | 角色介紹                               |
| 金雀     | 曾晴     | 林文良之母、柯明秀之婆婆、林荣宏之祖母 |
| 林文良   | 江冠宏   | 柯明秀之夫、林荣宏之父、金雀之次子     |
| 柯明秀   | 陈怡真   | 林文良之妻、林荣宏之母、金雀之次媳妇   |
| 林荣宏   | 温兆宇   | 金雀之孙、林文良-柯明秀之子            |

### 蔡家
| 劇中角色 | 演員姓名 | 角色介紹                   |
| 里長母   | 劉曉憶   | 里長的媽媽                 |
| 香奈兒   | 林秀芳   | 里長的姐姐                 |
| 里長     | 練昱廷   | 鳥來里里長，米漿第二任丈夫 |

### 鳥來伯與十三姨 第三代
- 第三代故事開始（第1701－2000集）---鳥家

| 劇中角色 | 演員姓名 | 角色介紹       |
| -------- | -------- | -------------- |
| 鳥來嬤   | 吳敏     | 鳥來伯母親     |
| 淑女     | 潘麗麗   | 鳥來伯的老婆   |
| 英雄     | 黃西田   | 鳥來伯的長子   |
| 茶米     | 廖麗君   | 英雄老婆       |
| 政宏     | 馬國賢   | 鳥來伯的三兒子 |
| 美麗     | 林可唯   | 政宏的老婆     |
| 錢董     | 方駿     | 阿月前丈夫     |

林家
| 劇中角色名 | 演員姓名 | 角色介紹                                          |
| 香腸伯     | 長青     | 鳥來伯的鄰居兼好朋友。在公園賣香腸                |
| 春嬌       | 吳佳珊   | 香腸伯老婆 之前是業務員。後來變成嬌嬌小吃店的老闆 |
| 小洪       | 都拉斯   | 藝鴒的前夫。擔任管區後來當臥底死掉                |
| 藝鴒       | 藝鴒     | 阿超的老婆、香腸伯和春嬌姨的女兒                  |
| 不滿足     | -        | 小洪的媽媽                                        |

吳家
| 劇中角色名 | 演員姓名 | 角色介紹                         |
| 阿春姨嬤   | 白明華   | 阿春姨嬤、斯文的姑姑、美麗的姑婆 |
| 吳英俊     | 廖峻     | 英俊、阿春姨嬤的姪子             |

### 其他角色
| 劇中角色名 | 演員姓名 | 角色介紹 |
| 建中       | 周辰達   | |
| 珍珍       | 陳秀玲   | 與建中從外地來，後期知道建中喜歡的不是她本人而是錢因而與建中離婚                                                                                 |
| 蔡秋月     | 楊繡惠   | 米漿的同學，春嬌介紹給英雄的相親對象，個性大剌剌，不擅廚藝。對英雄一見鍾情，後想通決定先把壞習慣改掉之後再來追求英雄                             |
| 林玉婷     | 蔡燦得   | |
| 林松美     | 廖家儀   | 米漿的國中同學，診所醫生 |
| 阿倫       | 九孔     | 文輝的朋友，和文輝一起燒錄盜版光碟CD出去販賣，後被管區逮捕                                                                                       |
| 阿凱       | -        | 喜歡秀美，後去美國 |
| -          | 方茂煜   | 阿凱的管家 |
| -          | 蔡阿炮   | 阿凱的父親，替阿凱代為到鳥家提親 |
| 友德       | 張少朋   | 春秀姨的兒子，喜歡秀美，剛退伍回來就被各大醫院爭相搶著去上班                                                                                     |
| 楊世華     | 蘇炳憲   | 米漿的舊情人，原是學徒，現升格為公司總經理，藝鴒公司的主管                                                                                       |
| 王朝明     | 周明增   | 文輝的朋友，開計程車 |
| 黃思婷     | 黃思婷   | 再路邊宣傳自己的第一張專輯 |
| -          | 高明偉   | 歌廳經理 |
| 小陳       | 高明偉   | 透抽的同學，片場經紀人 |
| 麗紅       | 許仙姬   | 歌廳紅牌 |
| -          | 馬駿     | 在歌廳捧場米漿的老伯 |
| 小瑄瑄     | 張雅雯   | 透抽的偷情對象 |
| -          | 伊馮     | 外國人，來鳥家借廁所 |
| 麗娜       | 何曼寧   | 透抽的偷情對象，王朝明的前女友 |
| -          | 何曼寧   | 周金山的三個女伴之一 |
| 尤前仁     | 馬幼興   | 韓國華僑 |
| 凱欣       | 張靜懿   | |
| -          | 胡鴻達   | 凱欣未婚夫，深愛凱欣，卻被凱欣騙走全部財產 |
| 張太太     | 曹月娥   | 張友義的媽媽，兒子被車撞，被朝明救起送醫。誤會是朝明將兒子撞傷的                                                                                 |
| 阿源       | 康龍     | 春嬌的表弟，向鳥來嬤、妞妞問路，遭誤認為色狼，被鳥來嬤打暈                                                                                       |
| -          | 孫馥庭   | 連續性侵犯 |
| 龔耀祖     | 陳文政   | 爸爸生病住院，媽媽無暇照顧，被淑女帶回鳥家代為照顧                                                                                               |
| -          | 劉濟民   | |
| -          | 柳丁     | 夏小雨的父親 |
| 夏小雨     | 林羽彤   | |
| 黑狗       | -        | |
| 小芸       | 陳曉菁   | 小馬女朋友 |
| 何婉君     | 高憶婷   | 大陸人，淑女的表弟媳，和黑松在網路上認識，登記結婚。妹妹嫁來台灣，落入人蛇集團手裡，被騙來台賣淫，來台找尋妹妹投靠黑松，得知妹妹消息後，回去大陸 |
| 美真       | 高憶婷   | 美雅之姐 米浆之同学 |
| 東松       | 陳東海   | 淑女的表弟，綽號「黑松」，婉君來台，一邊說服老婆，一邊替婉君找尋妹妹下落，向淑女隱瞞事實，被其誤會利用婉君假結婚真賣淫                           |
| 許大仙     | 練昱廷   | |
| 楊金榮     | 楊力     | 鳥來伯的國小同學，大陸台商，至今未娶 |
| 茱蒂(阿娟) | 謝靜怡   | |
| -          | 高麗紅   | 透抽的偷情對象，設計仙人跳 |
| -          | 童毅軍   | 設計透抽仙人跳，像其敲詐十萬 |
| -          | 曾世明   | 新來的派出所管區，接替小洪的位置，喜歡藝鴒 |
| James      | 黄建群   | 洪阿绸之前男友 欺骗洪阿绸感情和钱及欺骗艺鸰感情 爱情骗子                                                                                         |
| 刘台安     | -        | 美雅之夫 非洲人 |
| 美雅       | 李金玲   | 刘台安之妻 美真之妹 罹患脑瘤、因婚前检查发现罹患脑瘤而不告而别 后在米浆等人帮助下而跟刘台安复合结婚                                              |
| -          | 姜榮峰   | 柯明秀非常相信的神棍 |

### 鳥來伯與十三姨 第四代
- 第四代故事開始(第2001－2200集)---鳥家

| 劇中角色 | 演員姓名 | 角色介紹       |
| -------- | -------- | -------------- |
| 鳥來嬤   | 吳敏     | 鳥來伯母親     |
| 英雄     | 黃西田   | 鳥來伯的長子   |
| 茶米     | 廖麗君   | 英雄老婆       |
| 政宏     | 馬國賢   | 鳥來伯的三兒子 |
| 美麗     | 林可唯   | 政宏的老婆     |
| 錢董     | 方駿     | 阿月前丈夫     |
| 阿綢     | 林珮君   | 茶米的媽媽     |
| 阿月     | 張靜懿   | 錢董的前妻     |

林家
| 劇中角色 | 演員   | 角色介紹                                         |
| -------- | ------ | ------------------------------------------------ |
| 香腸伯   | 長青   | 鳥來伯的鄰居兼好朋友 在公園賣香腸                |
| 春嬌     | 吳佳珊 | 香腸伯老婆 之前是業務員 後來變成嬌嬌小吃店的老闆 |
| 阿超     | 李國超 | 藝鴒的丈夫、白馬里管區                           |
| 藝鴒     | 藝鴒   | 阿超的老婆、香腸伯和春嬌姨的女兒                 |
| 石頭嫂   | 秋乃華 | 春嬌的媽媽、石頭伯的老婆                         |

吳家
| 劇中角色 | 演員姓名 | 角色介紹                         |
| 阿春姨嬤 | 白明華   | 阿春姨嬤、斯文的姑姑、美麗的姑婆 |
| 吳斯文   | 檢場     | 斯文、阿春姨嬤的姪子             |
| 瑪莉亞   | 僅雯     | 阿春姨嬤的女傭                   |

### 其他角色
| 劇中角色 | 演員姓名 | 角色介紹       |
| 嘉玲     | -        |                |
| 鈴木先生 | -        | 詐騙集團       |
| 淑華     | -        | 茶米的高中同學 |
| 張志文   | -        |                |

### 鳥來伯與十三姨
- 第五代故事開始(第2201－2352集)---鳥家

| 劇中角色 | 演員姓名 | 角色介紹       |
| 鳥來嬤   | 吳敏     | 鳥來伯母親     |
| 英雄     | 黃西田   | 鳥來伯的長子   |
| 茶米     | 廖麗君   | 英雄老婆       |
| 政宏     | 馬國賢   | 鳥來伯的三兒子 |
| 美麗     | 林可唯   | 政宏的老婆     |
| 錢董     | 方駿     | 阿月前丈夫     |

林家
| 劇中角色 | 演員姓名 | 角色介紹                                         |
| 香腸伯   | 長青     | 鳥來伯的鄰居兼好朋友 在公園賣香腸                |
| 春嬌     | 吳佳珊   | 香腸伯老婆 之前是業務員 後來變成嬌嬌小吃店的老闆 |
| 阿超     | 李國超   | 藝鴒的丈夫、白馬里管區                           |
| 藝鴒     | 藝鴒     | 阿超的老婆、香腸伯和春嬌姨的女兒                 |

吳家
| 劇中角色 | 演員姓名 | 角色介紹                         |
| 阿春姨嬤 | 白明華   | 阿春姨嬤、斯文的姑姑、美麗的姑婆 |
| 吳斯文   | 檢場     | 斯文、阿春姨嬤的姪子             |

### 其他角色
| 劇中角色 | 演員姓名 | 角色介紹 |
| 添財伯   | -        |          |

## 鳥來伯與十三姨 之幸福白馬里
- 第一篇故事開始(第2353－2463集)

### 李家（白馬里區公所）
| 劇中角色 | 演員姓名 | 角色介紹   |
| 英雄     | 黃西田   | 白馬里里長 |
| 茶米     | 廖麗君   | 英雄老婆   |
| 阿綢     | 林佩君   | 茶米的媽媽 |

### 林家（嬌嬌小吃店）
| 劇中角色 | 演員姓名 | 角色介紹                                         |
| 香腸伯   | 長青     | 鳥來伯的鄰居兼好朋友 在公園賣香腸                |
| 春嬌     | 吳佳珊   | 香腸伯老婆 之前是業務員 後來變成嬌嬌小吃店的老闆 |
| 阿超     | 李國超   | 藝鴒的丈夫、白馬里管區                           |
| 藝鴒     | 王藝鴒   | 阿超的老婆、香腸伯和春嬌姨的女兒                 |

### 吳家
| 劇中角色 | 演員姓名 | 角色介紹                         |
| 阿春姨嬤 | 白明華   | 阿春姨嬤、斯文的姑姑、美麗的姑婆 |

### 金家
| 劇中角色 | 演員姓名 | 角色介紹   |
| 金大豐   | 王中平   | 歡喜的爸爸 |
| 歡喜媽   | 黃薇芳   | 歡喜的媽媽 |
| 歡喜     | 江佩珍   | 小偉的姐姐 |
| 金小偉   | 林奕丞   | 歡喜的弟弟 |

### 其他角色
| 劇中角色 | 演員姓名 | 角色介紹     |
| 娃娃     | 李映萱   |              |
| 秀秀     | -        |              |
| 魏成功   | 白吉勝   | 嘉慧的前男友 |
| 吳世珊   | 安苡葳   | 英雄的表妹   |
| 洪谷貴   | 爆爆     | 吳世珊的老公 |

### 幸福白馬里 第二篇(第1－50集)
- 第一代

### 李家（白馬里區公所）
| 劇中角色 | 演員姓名 | 角色介紹   |
| 英雄     | 黃西田   | 白馬里里長 |
| 茶米     | 廖麗君   | 英雄老婆   |

### 林家（嬌嬌小吃店）
| 劇中角色 | 演員姓名 | 角色介紹                                         |
| 林香腸   | 長青     | 香腸伯，鳥來伯的鄰居兼好朋友 在公園賣香腸        |
| 春嬌     | 吳佳珊   | 香腸伯老婆 之前是業務員 後來變成嬌嬌小吃店的老闆 |
| 阿超     | 李國超   | 藝鴒的丈夫、白馬里管區                           |
| 林藝鴒   | 藝鴒     | 阿超的老婆、香腸伯和春嬌姨的女兒                 |
| 吳修榮   | 鄭志偉   | 春嬌姨的外甥子                                   |

### 吳家
| 劇中角色 | 演員姓名 | 角色介紹                         |
| 阿春姨嬤 | 白明華   | 阿春姨嬤、斯文的姑姑、美麗的姑婆 |

### 金家
| 劇中角色 | 演員姓名 | 角色介紹   |
| 金大豐   | 王中平   | 歡喜的爸爸 |
| 歡喜媽   | 黃雅珉   | 歡喜的媽媽 |
| 歡喜     | 江佩珍   | 小偉的姐姐 |

### 其他角色
| 劇中角色 | 演員姓名 | 角色介紹     |
| 嘉慧     | 羅瑤     | 成功的前女友 |
| 古易     | 陳正偉   | 搬家工人     |
| 趙四方   | 陳建隆   | 修榮的朋友   |

### 幸福白馬里 第三篇(第51－100集)
- 第二代

### 李家
| 劇中角色 | 演員姓名 | 角色介紹   |
| 英雄     | 黃西田   | 白馬里里長 |
| 茶米     | 廖麗君   | 英雄老婆   |

### 林家
| 劇中角色 | 演員姓名 | 角色介紹                                         |
| 香腸伯   | 長青     | 鳥來伯的鄰居兼好朋友 在公園賣香腸                |
| 春嬌     | 吳佳珊   | 香腸伯老婆 之前是業務員 後來變成嬌嬌小吃店的老闆 |
| 阿超     | 李國超   | 藝鴒的丈夫、白馬里管區                           |
| 藝鴒     | 藝鴒     | 阿超的老婆、香腸伯和春嬌姨的女兒                 |
| 吳修榮   | 鄭志偉   | 春嬌姨的外甥子                                   |

### 吳家
| 劇中角色 | 演員姓名 | 角色介紹                         |
| 阿春姨嬤 | 白明華   | 阿春姨嬤、斯文的姑姑、美麗的姑婆 |
| 吳英俊   | 廖峻     | 英俊、阿春姨嬤的姪子             |

### 金家
| 劇中角色 | 演員姓名 | 角色介紹   |
| 金大豐   | 王中平   | 歡喜的爸爸 |
| 歡喜媽   | 黃薇芳   | 歡喜的媽媽 |
| 歡喜     | 江佩珍   | 小偉的姐姐 |

### 其他角色
| 劇中角色      | 演員姓名 | 角色介紹                                            |
| 嘉慧          | 羅瑤     | 成功的前女友                                        |
| 古易          | 陳正偉   | 搬家工人                                            |
| 趙四方        | 陳建隆   | 修榮的朋友                                          |
| 王豪          | 王豪     | 阿豪 王冰冰之父 后跟冰冰和好而回台南                |
| 王冰冰        | 马依琳   | 冰冰 王豪之女 后跟王豪和好而回台南                  |
| 黑面里長      | 黑面     | 白馬里前任里長                                      |
| 谢发财 简大狮 | 林紹霆   | 发财 大自然建设公司之董事长&实际为骗子 后被阿超逮捕 |

### 幸福白馬里 第四篇(第101－177集)
- 第三代

### 李家
| 劇中角色 | 演員姓名 | 角色介紹   |
| 英雄     | 黃西田   | 白馬里里長 |
| 茶米     | 廖麗君   | 英雄老婆   |

### 林家
| 劇中角色 | 演員姓名 | 角色介紹                                              |
| 香腸伯   | 長青     | 鳥來伯的鄰居兼好朋友 在公園賣香腸                     |
| 春嬌     | 吳佳珊   | 香腸伯老婆 之前是業務員 後來變成嬌嬌小吃店的老闆      |
| 阿超     | 李國超   | 藝鴒的丈夫、白馬里管區 后提及跟艺鸰出国旅行           |
| 藝鴒     | 藝鴒     | 阿超的老婆、香腸伯和春嬌姨的女兒 后提及跟阿超出国旅行 |
| 吳修榮   | 鄭志偉   | 春嬌姨的外甥子                                        |

### 吳家
| 劇中角色 | 演員姓名 | 角色介紹                         |
| 阿春姨嬤 | 白明華   | 阿春姨嬤、斯文的姑姑、美麗的姑婆 |

### 金家
| 劇中角色 | 演員姓名 | 角色介紹                     |
| 金大豐   | 王中平   | 歡喜的爸爸、幸福早餐店老闆   |
| 歡喜媽   | 黃薇芳   | 歡喜的媽媽、幸福早餐店老闆娘 |
| 歡喜     | 江佩珍   | 小偉的姐姐                   |

### 其他角色
| 劇中角色 | 演員姓名 | 角色介紹                  |
| 林嘉慧   | 羅瑤     | 四方的女朋友              |
| 趙四方   | 陳建隆   | 修榮的朋友                |
| 林太平   | 賀軍政   | 嘉慧的爸爸                |
| 柯季霞   | 洪瑞霞   | 阿超的媽媽                |
| 许美娟   | 张怀文   | 美娟 万圣爱心基金会之经理 |
| 白由美   | 史黛西   | 日籍台湾人                |
| 練紹偉   | 練昱庭   | 茶米的高中同學            |

### 幸福白馬里 第五篇(第178－244集)
- 第四代

### 李家
| 劇中角色 | 演員姓名 | 角色介紹   |
| 英雄     | 黃西田   | 白馬里里長 |
| 茶米     | 廖麗君   | 英雄老婆   |

### 林家
| 劇中角色 | 演員姓名 | 角色介紹                                         |
| 香腸伯   | 長青     | 鳥來伯的鄰居兼好朋友 在公園賣香腸                |
| 春嬌     | 吳佳珊   | 香腸伯老婆 之前是業務員 後來變成嬌嬌小吃店的老闆 |
| 吳修榮   | 鄭志偉   | 春嬌姨的外甥子                                   |

### 吳家
| 劇中角色 | 演員姓名 | 角色介紹                         |
| 阿春姨嬤 | 白明華   | 阿春姨嬤、斯文的姑姑、美麗的姑婆 |

### 其他角色
| 劇中角色 | 演員姓名 | 角色介紹              |
| 高尚丰   | 何冠穎   | 美容院老闆            |
| 萧天珠   | 苗真     | 美容院老闆            |
| 馬索     | 陳光前   | 美容院老闆            |
| AMY      | 羅巧倫   | 修榮的女朋友          |
| STACY    | 史黛西   | 美容院员工            |
| 卓裕祥   | 江國賓   | 天珠前男友            |
| 施正東   | 馬國畢   | 小臭頭                |
| 卓董     | 談學斌   | 裕祥的爸爸            |
| 洪忠     | 玉尚     | 卓董的助理            |
| 白巫胜   | 高明伟   | 卓裕祥之助理          |
| 顧采媛   | 彭曉彤   | 英雄和茶米的外甥女    |
| 淑芬     | 楊繡惠   | 東東的媽媽            |
| 吴珊云   | 王瞳     | 采访美丽牛肉面店 记者 |

## 鳥來伯與十三姨 大賣場
- 劇中角色與《鳥來伯與十三姨 第一代》相同，但是加入了阿義一家人與大賣場生活週遭的所有故事。

雜貨店對上大賣場；鳥來伯卯上大老闆搶情人（妻子）故事上演。

### 曾家（有義賣場）
| 演員姓名 | 劇中角色       | 角色介紹                                         |
| -------- | -------------- | ------------------------------------------------ |
| 楊烈     | 曾有義（阿義） | 大賣場董事長，淑女（十三姨）的舊情人，美鳳的老公 |
| 唐美雲   | 美鳳           | 大賣場董娘，曾有義的妻子                         |
| 劉爾金   | 馬文彬（小馬） | 大賣場經理                                       |
| 鄧婷     | 珍妮           | 曾有義與美鳳的女兒，個性驕縱傲慢                 |

### 其他角色
| 演員姓名 | 劇中角色         | 角色介紹 |
| -------- | ---------------- | --- |
| 黃龍     | 王國峰           | 米漿的父親 |
| 許秀年   | 邱劍梅           | 米漿的母親 |
| 吳由美   | -                | 淑女的母親 |
| 黑面     | 陳大砲（陳文儒） | 透抽撞傷事者的叔叔，目前因愛上了茶米的母親阿綢而住進了鳥家，後轉而喜歡水水。                                                                             |
| 李秉樺   | 錢家成           | 米漿的同學，賣場新任經理，和前妻離婚後獨自扶養凱凱 |
| 陳文政   | 錢凱凱           | 家成的兒子，國小二年級 |
| 許效舜   | -                | 乩童 |
| 盧靚     | -                | 妞妞小學老師 |
| 洪麟     | 游大陸           | 亞紀的老公，惡質吝嗇的洗車廠老闆，榮民（老芋仔），怕老婆，常被兒女威脅，支持藝鴒嫁給英雄                                                                 |
| 康雅嵐   | 亞紀             | 大陸的老婆，洗車廠老闆娘，原住民，熱情好客，認鳥來伯為「乾哥」（客兄），台碧來台，誤會其是鳥來仔包的二奶，知曉事情始末後，不怪罪台碧，還讓她在洗車廠幫忙 |
| 彭鵬     | 游進步           | 本名游清，大陸、亞紀的兒子，和鳥來伯十分相像，頑皮搞怪，時常惡作劇讓爸爸賠錢善後。（澎恰恰現實中的兒子）                                                 |
| -        | 游前途           | 本名游玉茜，大陸、亞紀的女兒，曾說自己本名為「游唯你」                                                                                                   |
| 黃露瑤   | 瑤瑤             | 游前途的朋友 |
| 李金玲   | 蘇台碧           | 大陸湖南人，為報答大陸救母之恩，來台找尋大陸，順便賺錢，心甘情願嫁給他當二奶，稱大陸為「游哥哥」，事情解決後在洗車廠幫忙洗車                             |
| 曹月娥   | -                | 在菜市場昏倒，被茶米送去醫院的阿婆 |
| 小亮哥   | -                | 總舖師，五年前彩虹向其訂了二十桌喜宴，但人沒來錢也沒付，向其索討欠債                                                                                     |
| 方茂煜   | -                | 律師 |
| 吳帆     | 小吳             | 導遊，喜歡彩虹 |
| 高明偉   | 阿偉             | 王仔，兒子騎腳踏車，被順昌撞傷住院，來鳥家找鳥來伯處理                                                                                                   |
| 玉尚     | 張順興           | 順昌的哥哥，麗英的老公，艾咪的爸爸，開砂石廠，偷挖砂石                                                                                                   |
| 何冠穎   | 張順昌           | 順興的弟弟，開砂石車撞傷阿偉兒子 |
| 曾晴     | 金雀             | 文良的媽媽，明秀的婆婆，被媳婦虐待 |
| 江冠宏   | 林文良           | 金雀的兒子，明秀的老公，懦弱無能，放任妻子虐待媽媽 |
| 陳怡真   | 柯明秀           | 金雀的媳婦，文良的老婆，嫌棄婆婆財產分配不均，對婆婆極度不孝，甚至將公公的神主牌拿去丟掉，被眾人演戲教訓後，真心懺悔祈求婆婆原諒                         |
| 小彬彬   | 林榮宏           | 金雀的孫子，文良、明秀的兒子，看不慣爸媽對奶奶的所作所為                                                                                                 |
| 黃建群   | 詹姆士           | 阿綢在美國的朋友 |
| 龍二     | -                | 師父 |
| -        | 劉台安           | 阿偉的朋友，家鄉在剛果共和國，專程飛來台灣找尋未婚妻 |
| 李金玲   | 美雅             | 美真的妹妹，和台安論及婚嫁，卻發現自己罹患腦瘤，因而不告而別                                                                                             |
| 高憶婷   | 美真             | 美雅的姐姐，米漿的同學 |
| 廖欣寧   | -                | 妞妞的級任老師 |
| 陳萬號   | 武雄             | 他k，透抽的朋友 |
| 鍾國宏   | -                | 過年期間，裝殘障和姐姐到春嬌家、鳥家販賣高價口香糖，後被識破烙跑                                                                                         |
| -        | -                | 在過年期間，裝啞巴和弟弟到春嬌家、鳥家販賣高價口香糖，後被識破烙跑                                                                                       |
| -        | 艾咪             | 麗英、順興的女兒，和父母關係不睦 |
| 王琦     | 張麗英           | 順興的老婆，艾咪的媽媽，公司經理 |
| 林玉紫   | -                | |
| 馬妞     | 李紅             | 福建人，香腸伯在大陸包的二奶，來台找尋丈夫 |
| 岑珍     | -                | 醫院護士 |

## 歌曲（新再製）

### 片頭曲
| 編號 | 歌曲名稱 | 作詞   | 作曲   | 主唱   | 播出期間                      |
| 1    |          |        |        |        | 2009年1月16日－2009年1月30日  |
| 2    |          |        |        |        | 2009年2月2日－2009年2月27日   |
| 3    |          |        |        |        | 2009年3月2日－2009年3月31日   |
| 4    |          |        |        |        | 2009年4月1日－2009年4月30日   |
| 5    |          |        |        |        | 2009年5月1日－2009年5月29日   |
| 6    |          |        |        |        | 2009年6月1日－2009年6月30日   |
| 7    |          |        |        |        | 2009年7月1日－2009年7月31日   |
| 8    |          |        |        |        | 2009年8月3日－2009年8月31日   |
| 9    |          |        |        |        | 2009年9月1日－2009年9月30日   |
| 10   |          |        |        |        | 2009年10月1日－2009年10月30日 |
| 11   |          |        |        |        | 2009年11月2日－2011年11月30日 |
| 12   | 偷心     | 林東松 | 林東松 | 王中平 | 2009年12月1日－2009年12月31日 |

### 片尾曲
| 編號 | 歌曲名稱   | 作詞   | 作曲   | 主唱   | 播出期間                      |
| 1    |            |        |        |        | 2009年1月16日－2009年1月30日  |
| 2    |            |        |        |        | 2009年2月2日－2009年2月27日   |
| 3    |            |        |        |        | 2009年3月2日－2009年3月31日   |
| 4    |            |        |        |        | 2009年4月1日－2009年4月30日   |
| 5    |            |        |        |        | 2009年5月1日－2009年5月29日   |
| 6    |            |        |        |        | 2009年6月1日－2009年6月30日   |
| 7    |            |        |        |        | 2009年7月1日－2009年7月31日   |
| 8    |            |        |        |        | 2009年8月3日－2009年8月31日   |
| 9    |            |        |        |        | 2009年9月1日－2009年9月30日   |
| 10   |            |        |        |        | 2009年10月1日－2009年10月30日 |
| 11   | 無情的過去 | 曾建豪 | 曾建豪 | 林國慶 | 2009年11月2日－2011年11月30日 |
| 12   | 毒藥       | 蕭進惠 | 小葉   | 蕭玉芬 | 2009年12月1日－2009年12月31日 |

### 片頭曲
| 編號 | 歌曲名稱 | 作詞 | 作曲 | 主唱 | 播出期間                      |
| 1    |          |      |      |      | 2010年1月1日－2010年1月29日   |
| 2    |          |      |      |      | 2010年2月1日－2010年2月26日   |
| 3    |          |      |      |      | 2010年3月1日－2010年3月31日   |
| 4    |          |      |      |      | 2010年4月1日－2010年4月30日   |
| 5    |          |      |      |      | 2010年5月3日－2010年5月31日   |
| 6    |          |      |      |      | 2010年6月1日－2010年6月30日   |
| 7    |          |      |      |      | 2010年7月1日－2010年7月30日   |
| 8    |          |      |      |      | 2010年8月2日－2010年8月31日   |
| 9    |          |      |      |      | 2010年9月1日－2010年9月30日   |
| 10   |          |      |      |      | 2010年10月1日－2010年10月29日 |
| 11   |          |      |      |      | 2010年11月1日－2010年11月30日 |
| 12   |          |      |      |      | 2010年12月1日－2010年12月31日 |

### 片尾曲
| 編號 | 歌曲名稱        | 作詞   | 作曲   | 主唱   | 播出期間                      |
| 1    |                 |        |        |        | 2010年1月1日－2010年1月29日   |
| 2    |                 |        |        |        | 2010年2月1日－2010年2月26日   |
| 3    |                 |        |        |        | 2010年3月1日－2010年3月31日   |
| 4    |                 |        |        |        | 2010年4月1日－2010年4月30日   |
| 5    | 感動            | 阿丹   | 阿丹   | 黃思婷 | 2010年5月3日－2010年5月31日   |
| 6    |                 |        |        |        | 2010年6月1日－2010年6月30日   |
| 7    |                 |        |        |        | 2010年7月1日－2010年7月30日   |
| 8    |                 |        |        |        | 2010年8月2日－2010年8月31日   |
| 9    |                 |        |        |        | 2010年9月1日－2010年9月30日   |
| 10   |                 |        |        |        | 2010年10月1日－2010年10月29日 |
| 11   | 玫瑰心          | 蕭進惠 | 小葉   | 蕭玉芬 | 2010年11月1日－2010年11月30日 |
| 12   | 再會啦!心愛的人 | 李嚴修 | 徐嘉良 | 陳思安 | 2010年12月1日－2010年12月31日 |

### 片頭曲
| 編號 | 歌曲名稱 | 作詞   | 作曲   | 主唱           | 播出期間                      |
| 1    | 嘸甘     | 張勇強 | 張勇強 | 孫淑媚、霍正奇 | 2011年1月3日－2011年1月31日   |
| 2    |          |        |        |                | 2011年2月1日－2011年2月28日   |
| 3    | 尚美的夢 | 石國人 | 石國人 | 方怡萍、高向鵬 | 2011年3月1日－2011年3月31日   |
| 4    |          |        |        |                | 2011年4月1日－2011年4月29日   |
| 5    |          |        |        |                | 2011年5月2日－2011年5月31日   |
| 6    |          |        |        |                | 2011年6月1日－2011年6月30日   |
| 7    | 比翼雙飛 | 石國人 | 石國人 | 林良歡、許志豪 | 2011年7月1日－2011年7月29日   |
| 8    |          |        |        |                | 2011年8月1日－2011年8月31日   |
| 9    |          |        |        |                | 2011年9月1日－2011年9月30日   |
| 10   |          |        |        |                | 2011年10月3日－2011年10月31日 |
| 11   | 擔心     | 林東松 | 林東松 | 謝金燕         | 2011年11月1日－2011年11月30日 |
| 12   | 問韓信   | 郭之儀 | 郭之儀 | 蔡秋鳳         | 2011年12月1日－2011年12月30日 |

### 片尾曲
| 編號 | 歌曲名稱   | 作詞   | 作曲   | 主唱           | 播出期間                      |
| 1    | 一張批     | 蕭進惠 | 蕭進惠 | 董育君         | 2011年1月3日－2011年1月31日   |
| 2    |            |        |        |                | 2011年2月1日－2011年2月28日   |
| 3    | 相思斷崖   | 張明達 | 張明達 | 王瑞霞         | 2011年3月1日－2011年3月31日   |
| 4    |            |        |        |                | 2011年4月1日－2011年4月29日   |
| 5    |            |        |        |                | 2011年5月2日－2011年5月31日   |
| 6    |            |        |        |                | 2011年6月1日－2011年6月30日   |
| 7    | 心痛第一名 | 巴布   | 蕭蔓萱 | 鄭君威、董育君 | 2011年7月1日－2011年7月29日   |
| 8    |            |        |        |                | 2011年8月1日－2011年8月31日   |
| 9    |            |        |        |                | 2011年9月1日－2011年9月30日   |
| 10   |            |        |        |                | 2011年10月3日－2011年10月31日 |
| 11   |            |        |        |                | 2011年11月1日－2011年11月30日 |
| 12   |            |        |        |                | 2011年12月1日－2011年12月30日 |

### 片頭曲
| 編號 | 歌曲名稱 | 作詞   | 作曲           | 主唱   | 播出期間                      |
| 1    |          |        |                |        | 2012年1月2日－2012年1月31日   |
| 2    |          |        |                |        | 2012年2月1日－2012年2月29日   |
| 3    | 冷淡     | 邱宏瀛 | 黃明洲、吳舜華 | 江宏恩 | 2012年3月1日－2012年3月30日   |
| 4    |          |        |                |        | 2012年4月2日－2012年4月30日   |
| 5    |          |        |                |        | 2012年5月1日－2012年5月31日   |
| 6    |          |        |                |        | 2012年6月1日－2012年6月29日   |
| 7    |          |        |                |        | 2012年7月2日－2012年7月31日   |
| 8    |          |        |                |        | 2012年8月1日－2012年8月31日   |
| 9    |          |        |                |        | 2012年9月3日－2012年9月28日   |
| 10   |          |        |                |        | 2012年10月1日－2012年10月31日 |
| 11   |          |        |                |        | 2012年11月1日－2012年11月30日 |
| 12   |          |        |                |        | 2012年12月3日－2012年12月31日 |

### 片尾曲
| 編號 | 歌曲名稱   | 作詞   | 作曲   | 主唱   | 播出期間                      |
| 1    |            |        |        |        | 2012年1月2日－2012年1月31日   |
| 2    |            |        |        |        | 2012年2月1日－2012年2月29日   |
| 3    |            |        |        |        | 2012年3月1日－2012年3月30日   |
| 4    |            |        |        |        | 2012年4月2日－2012年4月30日   |
| 5    |            |        |        |        | 2012年5月1日－2012年5月31日   |
| 6    |            |        |        |        | 2012年6月1日－2012年6月29日   |
| 7    |            |        |        |        | 2012年7月2日－2012年7月31日   |
| 8    |            |        |        |        | 2012年8月1日－2012年8月31日   |
| 9    | 怎樣擱愛你 | 張明達 | 尤景仰 | 王瑞霞 | 2012年9月3日－2012年9月28日   |
| 10   |            |        |        |        | 2012年10月1日－2012年10月31日 |
| 11   |            |        |        |        | 2012年11月1日－2012年11月30日 |
| 12   |            |        |        |        | 2012年12月3日－2012年12月31日 |

### 片頭曲
| 編號 | 歌曲名稱   | 作詞   | 作曲   | 主唱           | 播出期間                      |
| 1    | 情深緣淺   | 郭之儀 | 郭之儀 | 甲子慧、荒山亮 | 2013年1月1日－2013年1月31日   |
| 2    | 黑白想     | 翁何文 | 翁何文 | 沈芳如         | 2013年2月1日－2013年2月28日   |
| 3    |            |        |        |                | 2013年3月1日－2013年3月29日   |
| 4    | 漂泊男兒   | 葉勝欽 | 葉勝欽 | 葉勝欽         | 2013年4月1日－2013年4月30日   |
| 5    | 情義       | 陳偉強 | 陳偉強 | 王中平、陳茂豐 | 2013年5月1日－2013年5月31日   |
| 6    | 玫瑰香     | 高以德 | 許明傑 | 許富凱         | 2013年6月3日－2013年6月28日   |
| 7    | 阿里加多   | 郭之儀 | 郭之儀 | 許富凱         | 2013年7月1日－2013年7月31日   |
| 8    |            |        |        |                | 2013年8月1日－2013年8月30日   |
| 9    |            |        |        |                | 2013年9月2日－2013年9月30日   |
| 10   |            |        |        |                | 2013年10月1日－2013年10月31日 |
| 11   | 阿哥哥之戀 | 林東松 | 林東松 | 邵大倫         | 2013年11月1日－2013年11月29日 |
| 12   |            |        |        |                | 2013年12月2日－2013年12月31日 |

### 片尾曲
| 編號 | 歌曲名稱 | 作詞 | 作曲 | 主唱 | 播出期間                      |
| 1    |          |      |      |      | 2013年1月1日－2013年1月31日   |
| 2    |          |      |      |      | 2013年2月1日－2013年2月28日   |
| 3    |          |      |      |      | 2013年3月1日－2013年3月29日   |
| 4    |          |      |      |      | 2013年4月1日－2013年4月30日   |
| 5    |          |      |      |      | 2013年5月1日－2013年5月31日   |
| 6    |          |      |      |      | 2013年6月3日－2013年6月28日   |
| 7    |          |      |      |      | 2013年7月1日－2013年7月31日   |
| 8    |          |      |      |      | 2013年8月1日－2013年8月30日   |
| 9    |          |      |      |      | 2013年9月2日－2013年9月30日   |
| 10   |          |      |      |      | 2013年10月1日－2013年10月31日 |
| 11   |          |      |      |      | 2013年11月1日－2013年11月29日 |
| 12   |          |      |      |      | 2013年12月2日－2013年12月31日 |

### 片頭曲
| 編號 | 歌曲名稱   | 作詞   | 作曲   | 主唱           | 播出期間                      |
| 1    | 絕望       | 林東松 | 林東松 | 甲子慧         | 2014年1月1日－2014年1月31日   |
| 2    |            |        |        |                | 2014年2月3日－2014年2月28日   |
| 3    |            |        |        |                | 2014年3月3日－2014年3月31日   |
| 4    |            |        |        |                | 2014年4月1日－2014年4月30日   |
| 5    |            |        |        |                | 2014年5月1日－2012年5月30日   |
| 6    | 傷心小雨   | 高以德 | 林文德 | 邱芸子、邵大倫 | 2014年6月1日－2014年6月30日   |
| 7    | 真心換酷刑 | 緣投峰 | 志峰   | 高向鵬         | 2014年7月1日－2014年7月31日   |
| 8    | 贏是咱的名 | 陳百潭 | 陳百潭 | 陳百潭         | 2014年8月1日－2014年8月29日   |
| 9    |            |        |        |                | 2014年9月1日－2014年9月30日   |
| 10   |            |        |        |                | 2014年10月1日－2014年10月31日 |
| 11   |            |        |        |                | 2014年11月3日－2014年11月28日 |
| 12   | 哭吧       | 鄭識   | 林從胤 | 柯以敏         | 2014年12月1日－2014年12月31日 |

### 片尾曲
| 編號 | 歌曲名稱       | 作詞           | 作曲   | 主唱           | 播出期間                      |
| 1    | 重要           | 白進法、張明達 | 尤景仰 | 王瑞霞         | 2014年1月1日－2014年1月31日   |
| 2    |                |                |        |                | 2014年2月3日－2014年2月28日   |
| 3    | 痛心           | 蔡宜汝         | 蔡宜汝 | 白冰冰         | 2014年3月3日－2014年3月31日   |
| 4    |                |                |        |                | 2014年4月1日－2014年4月30日   |
| 5    |                |                |        |                | 2014年5月1日－2012年5月30日   |
| 6    | 懺悔           | 林國慶         | 林國慶 | 林國慶         | 2014年6月1日－2014年6月30日   |
| 7    | 請你相信我的愛 | 林國慶         | 林國慶 | 林國慶、董育君 | 2014年7月1日－2014年7月31日   |
| 8    | 酸風柳樹       | 澎恰恰         | 澎恰恰 | 楊烈           | 2014年8月1日－2014年8月29日   |
| 9    | 我袂擱愛你     | 蕭進惠         | 小葉   | 蕭玉芬         | 2014年9月1日－2014年9月30日   |
| 10   | 新歌           | 蕭進惠         | 小葉   | 董育君         | 2014年10月1日－2014年10月31日 |
| 11   | 欠一個擁抱     | 大豪           | 大豪   | 黃昱豪         | 2014年11月3日－2014年11月28日 |
| 12   | 永遠的一對     | 張燕清         | 張燕清 | 一綾、李明洋   | 2014年12月1日－2014年12月31日 |

### 片頭曲
| 編號 | 歌曲名稱 | 作詞   | 作曲   | 主唱   | 播出期間                    |
| 1    |          |        |        |        | 2015年1月1日－2015年1月30日 |
| 2    | 日記     | 江志豐 | 江志豐 | 江志豐 | 2015年2月2日－2015年2月27日 |
| 3    | 想你的歌 | 陳偉強 | 陳偉強 | 黃文星 | 2015年3月2日－2015年3月13日 |

### 片尾曲
| 編號 | 歌曲名稱   | 作詞   | 作曲   | 主唱   | 播出期間                    |
| 1    |            |        |        |        | 2015年1月1日－2015年1月30日 |
| 2    |            |        |        |        | 2015年2月2日－2015年2月27日 |
| 3    | 簡單的情歌 | 江志豐 | 江志豐 | 江志豐 | 2015年3月2日－2015年3月13日 |

## 歌曲（幸福白馬里）

### 主題曲
| 編號 | 歌曲名稱   | 作詞   | 作曲   | 主唱   |
| 1    | 幸福白馬里 | 黃西田 | 黃西田 | 黃西田 |

### 片頭曲
| 編號 | 歌曲名稱   | 作詞   | 作曲   | 主唱       |
| 1    | 遺憾的情夢 | 盧和生 | 王康旭 | 沈芳如     |
| 2    | 愛ㄟ世界   | 陳冠銘 | 陳冠銘 | 閃亮三姐妹 |

### 片尾曲
| 編號 | 歌曲名稱 | 作詞           | 作曲   | 主唱   |
| 1    | 愛人的心 | 盧和生、王宗凱 | 王宗凱 | 沈芳如 |

## 電視節目的變遷
| 中華民國 三立台灣台 每週一至週五 19:00 - 19:30  | 中華民國 三立台灣台 每週一至週五 19:00 - 19:30              | 中華民國 三立台灣台 每週一至週五 19:00 - 19:30 |
| ----------------------------------------------- | ----------------------------------------------------------- | ---------------------------------------------- |
|                                                 | 鳥來伯與十三姨 （1999年5月3日 - 2009年9月15日）             |                                                |
| -                                               | 鳥來伯與十三姨 （新再製） （2009年9月16日 - 2015年3月13日） |                                                |
| 每週一至週五 19:00 - 19:30                      |                                                             |                                                |
| 鳥來伯與十三姨 （1999年5月3日 - 2009年9月15日） | 鳥來伯與十三姨 （新再製） （2009年9月16日 - 2015年3月13日） | 親家 （2015年3月16日 - 2016年1月19日）         |

| 马来西亚 Astro欢喜台 星期一至五 18:00 - 19:00 | 马来西亚 Astro欢喜台 星期一至五 18:00 - 19:00 | 马来西亚 Astro欢喜台 星期一至五 18:00 - 19:00 |
| --------------------------------------------- | --------------------------------------------- | --------------------------------------------- |
|                                               | 幸福白马里 （2012年12月18日－2013年6月9日）   |                                               |
| 飛龍在天 （2011年11月28日－2012年12月18日）   | 風水世家 （2013年6月10日－2017年11月13日）    |                                               |